# ヤブヤンマ
ヤブヤンマ（藪蜻蜒、学名: Polycanthagyna melanictera）は、蜻蛉目ヤンマ科のトンボの一種。東アジアに分布する大型のトンボで、和名通り森林に近接した小規模な止水域を中心に生息する。

## 形態
成虫はオスで全長80-92mm、腹長56-66mm、後翅長47-56mm、メスは全長79-93mm、腹長56-68mm、後翅長51-59mm。日本産ヤンマ科の中では大型種で、腹部が比較的長い。
成虫は体の地色が黒く、体側に黄色-黄緑色の斑紋がある。未成熟個体は黄色みが強く複眼も褐色だが、オスは成熟すると斑紋が青緑色を帯び、複眼全面と第2-第3腹節下面の斑紋が青くなる。メスは斑紋が黄緑色で複眼は緑色だが、個体によってはオスに似た青緑色になるものもいる。またメスは腹節側面の斑紋がオスより大きい。翅はオス・メスとも透明だが、老熟すると褐色にけぶる。
類似種はマルタンヤンマ Anaciaeschna martini、クロスジギンヤンマ Anax nigrofasciatus、オニヤンマ Anotogaster sieboldii 等である。マルタンヤンマは腹節に淡色斑がないこと、クロスジギンヤンマは胸部が広く黄緑色で側面の黒帯が細いこと、オニヤンマは複眼が一点でしか接しないことでそれぞれ区別できる。

## 分布
東アジアに分布し、日本では本州から沖縄本島まで離島も含めて広く分布する。北海道での記録はなく、また東北地方や各地の山岳地帯など寒冷地では少ない。

## 生態
成虫は5月下旬頃から羽化し、9月中旬頃まで見られる。薄暗い藪の中で枝などにぶら下がり静止している。夕方に高所を飛びながら摂食活動する。産卵は森林に囲まれた池や湿地など小規模な日陰の水域で、メスが単独で水際から数cm-数十cmほど離れた湿土、コケ、朽木などに産卵する。
本種は黄昏飛翔性で人目に触れにくいが、産卵行動は午後や夕方の明るい時間に行われるので、水域の上空で産卵場所を探索あるいは産卵中のメスは比較的目につき易い。しばしば森林に近接した金魚・錦鯉などの飼育池に飛来したり、建物内に侵入して人々を驚かせる。
卵は2-3週間で孵化し、幼虫は水中で小動物を捕食して成長する。大型種だが水と餌生物さえ十分なら小さな止水域で1年で成長できるうえ、腐植質などによる水の汚染にも強い。幼虫で越冬し翌年の夏に羽化する。

## 文献
1. 1 2 3 4 5  井上清・谷幸三 2005.『トンボのすべて』1991年初版・2005年改訂版 トンボ出版.ISBN 4887161123
2. 1 2 3 4  江平憲治 2005.福田晴夫ほか「昆虫の図鑑 採集と標本の作り方」南方新社.ISBN 4861240573
3. 1 2 3 4 5  尾園暁・川島逸郎・二橋亮 2012.「ネイチャーガイド 日本のトンボ」文一総合出版.ISBN 9784829901199